# Chiese della Spezia
Lista degli edifici di culto della città di La Spezia.

## Chiese del centro storico
- Chiesa abbaziale di Santa Maria Assunta.
- Chiesa di Nostra Signora della Neve.
- Chiesa di Nostra Signora della Salute.
- Chiesa dei Santi Giovanni ed Agostino.

## Chiese fuori dal centro storico
- Cattedrale di Cristo Re.
- Chiesa di San Giovanni Battista, nel quartiere di Migliarina.
- Chiesa di San Venerio, nel quartiere della Pieve.
- Chiesa della Beata Vergine del Carmine, nel quartiere di Rebocco.
- Chiesa di San Bernardo Abate, nel quartiere della Chiappa.[1]
- Chiesa di San Pietro Apostolo, nel quartiere di Mazzetta, smembrata dalla parrocchia di Migliarina nel 1928, la cui prima pietra fu posata il 7 luglio 1929. Difficoltà economiche e gli eventi bellici ritardarono fino 1966 la ripresa dei lavori; il primitivo progetto dovette essere sostituito con un altro dell’arch. spezzino Enrico Ambrosini. Il 19 giugno 1971 si cominciò ad officiare nella nuova chiesa.[2]
- Chiesa dei Santi Barbara e Nicola della Flüe, nel quartiere di Pagliari, dove sono andati rapidamente sorgendo vari stabilimenti, attorno ai quali sono sorte abitazioni e sono aumentati gli abitanti. Il vescovo mons. Giovanni Costantini, mentre si assicurava il terreno necessario alla costruzione della Chiesa, il 27 febbraio 1940 erigeva la Vicaria perpetua indipendente di Santa Barbara, smembrandone il territorio dalla Parrocchia di Pitelli. Alla nuova Curazia venivano attribuite le tre frazioni di Fossamastra, Pagliari e San Bartolomeo. Essa trovava la sua sede di culto in ambienti provvisori offerti dall’Autorità militare e, dopo la guerra, in una cappella provvisoria, fino a che poteva godere di ampia chiesa prefabbricata, dono della Chiesa svizzera. Il 31 dicembre 1947 la Vicaria veniva elevata a Parrocchia, che venne civilmente riconosciuta il 2 novembre 1948. Ad opera del primo parroco Mario Scarpato, venivano frattanto costruite le opere parrocchiali e la chiesa, solennemente consacrata il 4 dicembre 1958. La Parrocchia è stata elevata a Prevostura il 2 aprile 1964.[3]
- Chiesa di Santa Maria Goretti, nel quartiere di Valdellora, originariamente legato alla parrocchia dei Santi Giovanni ed Agostino, dalla quale venne smembrata il 1º gennaio 1951.[4]
- Chiesa dei Santi Andrea e Cipriano, in Via Vittorio Veneto, inserita nel complesso dell'Ospedale Civile Sant'Andrea, progettata dall’arch. Franco Oliva e realizzata nel 1932. Il suo titolo le deriva dal nome del primo ospedale della Spezia, costruito presso la Porta di Sant'Andrea, non lontano dalla Chiesa abbaziale di Santa Maria, e dal nome del rione situato nella zona antistante l’odierno ospedale, nel quale era anticamente radicato il culto a San Cipriano, per la cui festa si teneva in città una delle quattro fiere dell’anno. Dopo la costruzione della Chiesa, il vescovo Mons. Costantini, il 22 luglio 1935 decretò la sua erezione in Cappellania esente dalla giurisdizione parrocchiale. In data 25 novembre 1979 il vescovo mons. Siro Silvestri, in occasione del V centenario dell’istituzione dell’ospedale, elevò la Cappellania esente a Curazia autonoma e, infine, lo stesso mons. Silvestri la erigeva in Parrocchia il 29 giugno 1986, dotandola successivamente anche di un piccolo territorio stralciato dalle Parrocchie della Cattedrale e di Mazzetta.[5]
- Chiesa di San Michele Arcangelo, nel quartiere di Pegazzano.
- Chiesa di santa Teresa del Bambin Gesù, nel quartiere di Limone che fino al 1929 dipendeva assieme a Melara dalla pieve di San Venerio. Dopo la costruzione dell’Arsenale della Spezia tra il 1862 e il 1865, furono costruiti in quella zona vari stabilimenti, i quali, per l’affluire degli operai, diedero origine a un popoloso centro abitato. Il vescovo Mons. Giovanni Costantini il 2 settembre 1929 ne stralciava il territorio dalla parrocchia di San Venerio e lo erigeva in Curazia autonoma, e il 1º ottobre 1941 lo erigeva Parrocchia. La nuova chiesa e la canonica furono costruite su progetto dell’arch. Franco Oliva del 1936. Al termine della completa ristrutturazione del presbiterio, su progetto dell’arch. sac. Marcello Peruzzi, la Chiesa parrocchiale venne dedicata il 23 aprile 1988 dal vescovo mons. Siro Silvestri.[6]
- Chiesa di San Giuseppe, nel quartiere del Termo, zona andata intensamente popolandosi nella prima metà del secolo scorso, tanto che il vescovo mons. Costantini assicurò il terreno per costruirvi una nuova chiesa parrocchiale. Dopo di lui, Mons. Stella, il 16 luglio 1949, eresse la Vicaria perpetua di San Giuseppe, che fu elevata a Parrocchia l’11 aprile 1951 e riconosciuta civilmente il 7 dicembre dello stesso anno.[7]
- Chiesa di Santa Rita, nella zona dei Vicci, canonicamente eretta l’8 maggio 1955, smembrandola dalla Parrocchia di N. S. della Salute per offrire l’assistenza religiosa a quella zona che andava rapidamente popolandosi. Riconosciuta civilmente il 3 luglio 1957, la parrocchia si è dotata di un’ampia chiesa e di locali per il ministero pastorale. In data 22 maggio 1998 il vescovo mons. Giulio Sanguineti, tenuta presente la radicata venerazione verso la Santa agostiniana da parte degli spezzini, ha riconosciuto alla Chiesa parrocchiale di Santa Rita il titolo di Santuario diocesano.[8]
- Chiesa del Sacro Cuore, in Via XX Settembre, canonicamente eretta il 22 agosto 1960 smembrandone il territorio dalla parrocchia di S. Maria Assunta e, in modeste proporzioni, dalla parrocchia dei SS. Giovanni ed Agostino. Fu affidata alla Provincia Ligure dei Padri Cappuccini e venne civilmente riconosciuta il 12 luglio 1962.[9]
- Chiesa di San Francesco d'Assisi, nel quartiere di Fossitermi, edificata nel 1967 e dalla quale dipende anche il complesso francescano di Gaggiola.[10]
- Chiesa della Sacra Famiglia, nella zona oltre il ponte della Scorza, smembrata dalla parrocchia di N. S. della Salute il 31 dicembre 1947. Il 14 settembre 1989 la Congregazione per il Culto Divino e la Disciplina dei Sacramenti ha approvato l’elezione a Patrono della comunità parrocchiale del Beato Giuseppe Nascimbeni, fondatore delle Piccole Suore della Sacra Famiglia, che operano alla Spezia dal 1935.[11]
- Chiesa di Santa Maria Ausiliatrice, nel quartiere del Canaletto, consacrata da Mons. Siro Silvestri il 1° maggio 1976.[12]
- Chiesa della Stella Maris, presso il molo "G. Garibaldi", edificata per l’assistenza morale, religiosa e sociale ai portuali ed ai marittimi nel 1950 assieme alla canonica e ad altre opere. Nel 1969 il vescovo mons. Giuseppe Stella, confortato dalle indicazioni del Centro nazionale dell’Apostolato del mare, pensò all’erezione di una “Missio cum cura animarum pro navigantibus”. La “Missio” venne dedicata alla Santa Vergine “Stella Maris” e affidata alla cura dei Padri Domenicani della parrocchia di Mazzetta, della quale venne dichiarata “succursale”. Il 15 luglio 1976 il vescovo mons. Siro Silvestri istituiva la Curazia autonoma “Stella Maris”, a cui successivamente, il 26 gennaio 1978, lo stesso vescovo aggregò territorio e popolazione; la Curazia ricevette il riconoscimento civile in data 23 maggio 1979. Infine mons. Silvestri elevava la Curazia autonoma in Parrocchia il 29 giugno 1986. Il territorio della Parrocchia è lo stesso della Vicaria, e cioè tutta la zona demaniale marittima portuale compresa tra il Molo Italia, Viale Italia lato mare, Viale S. Bartolomeo lato mare fino a Fossamastra, territori a suo tempo stralciati dalle Parrocchie della Cattedrale, di Mazzetta, del Canaletto e di Pagliari. Per la sua peculiare attività vi è inclusa anche la sede dell’Istituto Tecnico Nautico “N. Sauro”.[13]
- Chiesa del Cuore Immacolato di Maria, tra i quartieri della Pieve e di Migliarina, venne canonicamente eretta il 17 ottobre 1952 e civilmente riconosciuta il 4 febbraio 1955, con l'inaugurazione dell'attuale sede parrocchiale nel 1968.[14]
- Chiesa di San Paolo Apostolo, nel quartiere della Pianta, canonicamente eretta con Bolla vescovile del 16 luglio 1963, mentre la chiesa provvisoria era stata benedetta dal vescovo Mons. Giuseppe Stella il 22 giugno 1963, in attesa della costruzione della definitiva sede parrocchiale, la cui prima pietra fu posta dal vescovo Mons. Siro Silvestri il 3 gennaio 1982; al termine dei lavori di costruzione, avviati dal parroco sac. Angelo Fontanella su progetto redatto dall’arch. sac. Marcello Peruzzi, la nuova chiesa parrocchiale fu solennemente dedicata dal vescovo Mons. Giulio Sanguineti il 28 giugno 1994.[15]
- Chiesa di Sant'Anna, nel quartiere del Felettino, la cui costruzione venne avviata nel 1980 su disegno del geom. spezzino Franco Mussi. Il vescovo diocesano mons. Siro Silvestri, che aveva solennemente dedicato la nuova chiesa il 28 giugno 1986, il giorno successivo, 29 giugno, emise il decreto con cui erigeva la nuova parrocchia, smembrandone il territorio dalla parrocchia matrice di Isola.[16]

## Chiese nelle frazioni
- Chiesa di Santo Stefano, nella frazione di Marinasco.[17]
- Chiesa di Sant'Andrea, nella frazione di Fabiano Alto.[18]
- Chiesa di Sant'Antonio Maria Gianelli, nella frazione di Fabiano Basso.[19]
- Santuario della Madonna dell'Olmo.
- Chiesa di San Martino, nella frazione di Biassa.[20]
- Chiesa di Nostra Signora del Pianto, nella frazione di Cadimare.[21]
- Chiesa di Santa Caterina, nella frazione di Campiglia.[22]
- Chiesa di San Giacomo Apostolo, nella frazione di Isola di Felettino.[23]
- Chiesa di San Vito, nella frazione di Marola.[24]
- Chiesa di San Bartolomeo Apostolo, nella frazione di Pitelli.[25]
- Chiesa dei Santi Rocco e Venerio, nella frazione di San Venerio.[26]
- Chiesa di San Pio X, nella frazione dei Colli, edificata sui mq. 33.529,1 che nel 1930 lo Stato aveva assegnato alla Diocesi per la costruzione del Seminario. Diverse ragioni ne hanno sempre impedito la costruzione e solo nel 1963 si pensò alla costruzione della chiesa. Dopo l’erezione della parrocchia, in data 1º ottobre 1965, la progettazione dell'edificio fu affidata all’arch. Alberto Di Sacco. La conclusione dei lavori si ebbe solo nel 1974 quando, il 18 novembre, la chiesa fu dedicata dal vescovo diocesano mons. Giuseppe Stella.[27]
- Chiesa di Santa Caterina da Siena, nel quartiere di Ruffino, ingranditosi nel dopoguerra e la cui popolazione aumentò; molte famiglie senza casa furono alloggiate nella caserma “Botti” del Cantiere Navale. Si sentì la necessità di smembrare la zona dalla Parrocchia di Muggiano; in data 28 marzo 1966 il vescovo mons. Giuseppe Stella firmò il decreto di erezione, che ebbe riconoscimento civile il 25 luglio 1967.[28]
- Chiesa di Sant'Anna, nella frazione di Muggiano, dipendente fino al 1936 dalla parrocchia di Pitelli. Sorti in quella zona degli stabilimenti, soprattutto il Cantiere Navale, vi affluirono molti operai con un rapido incremento di abitazioni e di abitanti. Il vescovo Mons. Giovanni Costantini costituì il 9 febbraio 1936 la Parrocchia di Sant'Anna, smembrandone il territorio da Pitelli. L’Oratorio pubblico, costruito dal Sig. Cerretti nel 1924, fu elevato a chiesa parrocchiale, ingrandita ed abbellita insieme all’attigua canonica dal parroco Aurelio Olivieri.[29]

## Chiese scomparse

### Centro storico
- Chiesa di Sant'Antonio, ubicata nei pressi dell’attuale edificio della Banca d’Italia (dove è dedicata un'omonima via). Questa chiesa, sede di una Confraternita di Disciplinanti detta anche del Crocifisso, venne demolita negli anni successivi alla prima guerra mondiale. All’interno si venerava un Cristo intagliato di grande pregio: dotato di capelli veri, aveva fama di essere miracoloso poiché risulta aver versato sangue in epoca remota. Oggi è custodito nella chiesa di Santa Maria.[30]
- Oratorio di San Bernardino, ove si tenevano talvolta le riunioni del Consiglio, era addossato alle mura che scendevano dal Castello San Giorgio, nelle vicinanze di Porta Genova. Era sede dell’omonima Confraternita, poi sede della locale Pubblica Assistenza e dopo opportune ristrutturazioni è divenuta sede dei Musei Etnografico e Diocesano nel 2005.[31]
- Chiesa di Sant’Agostino, sorta nel quartiere omonimo nel 1390 alle falde della collina del Poggio per opera di alcuni frati provenienti dal loro antico convento di Vezzano. È stata sede del primo convento dei cinque sorti alla Spezia. La chiesa, in origine di modeste dimensioni e in seguito ampliata come anche il convento fu consacrata il 24 aprile 1547 da Monsignor Gianfrancesco Pogliasca, vescovo di Luni – Sarzana.  Nel 1797 i Padri Agostiniani furono espulsi prima ancora della legge sulla soppressione dei conventi e delle confraternite dalla Repubblica ligure, per adibire il convento, prima a scuole pubbliche e poco dopo a caserma quando le scuole furono trasferite nel soprastante Convento delle Monache Clarisse. Il convento di S. Agostino alloggiò militari francesi di Napoleone e truppe di passaggio nel 1848 - 1849. Dopo il trasferimento della Marina militare alla Spezia, divenne caserma della Fanteria di Marina e, disciolto questo corpo, il convento fu adibito a sede del tribunale Militare Marittimo fino al 1932. Chiesa e Convento sono stati demoliti nel 1941 per fare posto alla progettata e mai costruita chiesa di S. Giovanni e S. Agostino nella medesima piazza. Oggi si possono scorgere alcuni avanzi murari lasciati come testimonianza della sua presenza di un tempo,  nel piccolo spazio dove, recentemente, è stata collocata una scultura bronzea raffigurante Richard Wagner.[31]
- Monastero delle Clarisse affiancato dalla Chiesa di Santa Cecilia, sorgeva presso l'attuale Via XX Settembre. La costruzione del complesso ebbe inizio il 21 settembre 1593 e il 18 settembre 1594 il vescovo di Sarzana portava la sua benedizione come ricorda la pietra che era murata presso la porta della chiesa (oggi conservata al Museo Diocesano). Dopo una sospensione dei lavori causati dal pretesto che il complesso fosse troppo vicino al castello, i lavori ripresero nel 1618 senza più interruzioni. Le monache iniziarono ad abitarlo nel 1648. Soppresso nel 1798 dalla Repubblica Ligure, le monache si ritirarono nel monastero di S. Chiara d’Albaro in Genova. Nei locali vi furono stabilite le pubbliche scuole che vi stettero fino al 1880 con il nome di Collegio. In seguito fu sede del ricovero degli infermi e del reparto dei malati cronici dell’Ospedale. Negli anni precedenti il secondo conflitto mondiale, era divenuto sede del Museo Civico, ma durante un attacco aereo fu colpito da bombe che danneggiarono gravemente l’edificio. Dopo la guerra il Genio Civile decise di atterrare quanto era rimasto in piedi ed oggi rimangono solo pochi ruderi. Nel 1989 sono stati eseguiti scavi e ricerche, intrapresi per iniziativa dell’Assessorato alla Cultura in collaborazione con il C.R.E.S., per recuperare parte del materiale del Museo che era rimasto sotto le macerie.[31]
- Chiesa e Convento di San Francesco da Paola in Via del Prione, presso l'attuale Museo "A. Lia". Venuti alla Spezia nel 1616, alcuni religiosi dell’Ordine di S. Francesco da Paola vi fondarono un loro Convento incontrando però l’opposizione dei monaci Agostiniani nonché dei Francescani e dei Cappuccini. Superati gli ostacoli fondarono il loro convento la chiesa. Questo convento fu soppresso nel 1798 e i monaci si ritirarono a Genova. Dopo la Restaurazione, i Paolotti cercarono di riavere il loro convento ma inutilmente perché i locali nel frattempo erano stati adibiti ad uso di ospedale col titolo di S. Andrea. Nell’agosto del 1804 infatti, vi si cominciò a trasferire gli ammalati dal vecchio e primo Ospedale cittadino (che ebbe la sua prima sede presso la Porta Biassa già dal 1480). Quell’antico Ospitale edificato nel predetto anno 1480 aveva inizialmente il titolo di S. Maria perché era stato edificato dalla Confraternita della SS. Annunziata e della SS. Trinità, come era indicato in una iscrizione incisa in lavagna con le figure della Madonna e dell’Angelo Gabriele rappresentanti il mistero dell’Annunciazione.[31]
- Chiesa di Santa Apollonia, situata in Piazza Ramiro Ginocchio, costruita nel XVII secolo e abbattuta verso gli anni Venti del XIX secolo per  allargare la strada in direzione di Genova.[31]
- Santuario della Madonna della Scorza, ubicato presso l'omonimo ponte ferroviario, la cui prima notizia risale al 1559, scritta in un libro della Confraternita di San Giovanni Battista che recita: “1559, a dì 10 marzo Si è deliberato fra tutti noi fratelli di andare a visitare la Madonna de Schorcia e tutti vestirse sotto pena di cinque soldi in processione”. Il nome derivava dalla parola dialettale "scorcia", ossia "scorciatoia", trovandosi l'edificio presso un viottolo che facilitava il collegamento con la strada maestra in direzione di Genova[32]. Altre notizie sulla chiesa della Scorza si leggono negli Atti della Visita Apostolica del vescovo Giambattista Salvago dell’anno 1584 secondo le quali l’immagine della Madonna che era in una cappelletta, avrebbe sudato sangue. Dai documenti risulta che il sudore sanguigno sarebbe stato visto i primi di marzo del 1559 e che pertanto la primitiva cappelletta sarebbe stata trasformata in chiesa verso il 1564. La Madonna della Scorza avrebbe anche preservato, da una pestilenza che colpì la Liguria nel 1578, la città della Spezia che rimase immune. Come riconoscimento furono erette due colonne di marmo bianco davanti alla chiesa, una postavi dal Municipio, l’altra da Gasparo Biassa. In seguito le colonne furono spostate ai giardini pubblici nel 1824. Venne demolita nel 1871 in seguito al Piano Regolatore per l'ampliamento della città e la costruzione dell'attuale Viale Aldo Ferrari. In seguito alla demolizione il titolo venne trasferito all'odierno Santuario in Piazza Brin.[31]

### Altri quartieri
- Chiesa di San Gottardo, dipendente dall’Oratorio di San Giovanni Battista nel quartiere del Torretto, alle spalle di Piazza del Bastione, la cui costruzione iniziò nel febbraio 1585. Dal febbraio del 1646 fu aggregata all’Arciconfraternita Mortis et Orationis di Roma. I Confratelli dell’Oratorio di San Giovanni svolgevano opere di assistenza agli infermi e ai carcerati e partecipavano allo svolgimento dei funerali indossando una cappa ed un cappuccio con due fori per gli occhi di tela nera. Utilizzata come magazzino militare sotto il governo francese, fu riaperta al culto nel 1816. Ridotta a pubblico lavatoio verso il 1876, è stata demolita sul principio degli anni Venti per la costruzione del Palazzo del Governo, sede degli uffici della Provincia.[33][31]
- Convento dei Cappuccini sul colle della Ferrara (l'attuale piazza Europa), affiancato dalla piccola Chiesa di Santa Maria degli Angeli, possedeva tre altari di legno secondo la regola dell’Ordine: i due laterali dedicati a San Felice da Cantalice e a Nostra Signora della Pietà. Nel 1810 il Convento fu soppresso con la legge napoleonica, così i Cappuccini dovettero lasciare il Convento il 15 ottobre 1810 e vi rientrarono alla Restaurazione, il giorno 1 novembre 1815.  Ne furono definitivamente allontanati l'8 giugno 1857 in previsione del trasferimento della marina militare piemontese da Genova alla Spezia. Adibito prima a quartiere militare, il Convento fu poi trasformato in Batteria di difesa della Piazza e demolito negli anni '30 del secolo scorso in seguito allo sbancamento del colle.[31]
- Chiesa di San Brizio, nei pressi del quartiere del Rebocco, sulle pendici  della collina di Vivera, una delle più antiche della città, rimasta aperta al culto fino al 1869.[31]
- Chiesa della Madonna degli Angeli, piccola cappella posta oltre la Porta dello Spedale, in prossimità di uno dei tanti corsi d'acqua che si trovavano nell'allora pianura antistante la città, sottoposta alla Confraternita di Sant'Antonio Abate. Posta sulla sinistra della strada che da Porta dell’Ospedale o Biassa portava alla Madonna della Neve, conservava all’interno un'immagine della Madonna dipinta ad affresco sopra l’altare e quando l’Oratorio fu demolito, per la costruzione dell’Arsenale, l’affresco fu salvato e trasferito nella chiesa di Sant'Antonio.[31]
- Chiesa della Madonna della Lagora, posta sulla sponda sinistra del torrente Lagora e sul prolungamento della via Biassa. In questa cappella si conservava una antica icona della Madonna che, secondo la tradizione proveniva dalla casa di un contadino rimasta miracolosamente intatta quando la casa fu danneggiata da una inondazione. Da tale evento prodigioso era nata la venerazione popolare e la prima cappella per custodire la sacra immagine. La festa era celebrata ogni 5 agosto e vi partecipava un gran numero di persone. Una leggenda voleva che durante la celebrazione, gli olivi antistanti il piazzale si rivestissero di fiori e frutti. L’ultima festa risale al 5 agosto 1864 e dieci giorni dopo veniva demolita per la costruzione dell’Arsenale. Successivamente si costruì una modesta cappella ove riporre l’immagine ma la popolazione aveva altre aspettative perciò fu costruita una nuova chiesa nell'attuale viale Garibaldi, costruita dall’architetto Giuseppe Ferrari D’Orsara.[31]
- Chiesa della Madonna dello Starolo, sita sulla sponda destra dell’omonimo fosso che scendeva dai colli di Fabiano. Anche questa cappella dipendeva dalla Confraternita di Sant'Antonio Abate e si trova già interdetta prima ancora dei rivolgimenti del 1797 e quindi adibita a magazzino di polveri da sparo e poi come deposito di sale. Nel 1863 fu espropriata dal governo e demolita.[31]
- Chiesa della Madonna di Loreto, posta lungo la strada che dalla città si dirigeva verso Fabiano, poco prima di quella dello Starolo, costruita dai Francescani nei pressi di una chiesetta dedicata a Sant'Erasmo, presso il canale di Fabiano, nel 1482, la fabbrica in principio era di proporzioni modeste ma in seguito attorno al 1592 sia il convento sia la chiesa furono ampliati tanto che, superando le altre case religiose della città, le venne dato il titolo di S. Francesco grande. Monsignor Silvestro vescovo di Sarzana consacrò la chiesa, il convento e il cimitero il 19 aprile 1531. Nel 1810 il convento fu soppresso con decreto di Napoleone, in seguito i religiosi vi fecero ritorno nel 1829 rimanendovi fino al giugno 1863 quando dovettero lasciarlo definitivamente per la costruzione dell’Arsenale militare. In precedenza, nel 1817 era stato utilizzato come Lazzaretto durante una grande epidemia di tifo. Nel 1848-49 diede alloggio a truppe di passaggio. Nel 1877 i Francescani si sistemarono nell’attuale convento di Gaggiola. La chiesa custodiva al centro del coro una ancona in maiolica di Andrea Della Robbia rappresentante l’incoronazione  di Maria Vergine (ora esposta nel Duomo di S. Maria). Nel refettorio stava un magnifico quadro di Giò. Battista Casoni dell’anno 1652, rappresentante La moltiplicazione dei pani e dei pesci. Ambedue le opere erano state portate a Parigi durante la dominazione napoleonica e furono restituite nel 1816. Oggi la chiesa si trova all’interno delle mura dell’Arsenale e svolge funzione di magazzino. In parte degradata dal tempo, conserva integre alcune parti del convento come il chiostro porticato. Ricordiamo infine gli ultimi edifici religiosi che al pari dei cinque sopra citati sono stati demoliti perché sorgevano tutti in quella vasta area che sarebbe diventata di dominio militare.[31]
- Chiesa della Madonna del Porto, dipendeva dalla chiesa parrocchiale di Fabiano e sorgeva lungo la strada per San Vito, poco distante dallo scomparso villaggio, in prossimità delle basse pendici della collina di Coregna, vicino allo scalo delle Fornaci dove avvenivano sbarchi e imbarchi di merci varie.[31]
- Chiesa di San Vito Martire, ricordata in un documento del Codice Pelavicino in cui è specificata la richiesta degli uomini di Marola e di Mattone (località di Cadimare) al Vescovo di Luni Guglielmo per poterla riedificare. Ciò ci consente di pensare che la sua origine dovesse essere molto più antica anche per la stessa intitolazione ad uno dei primi santi della cristianità e cioè al Martire Vito il cui culto era molto diffuso tra le popolazioni bizantine o nei territori di loro dominio. Questa vetusta chiesa sorgeva nei pressi dell’attuale Porta Marola dell’Arsenale. La nuova chiesa parrocchiale ricostruita nel 1884, sorge in alto sulla collina attorniata dalle case.[31]
- Oratorio di N.S. della Concezione, sorgeva a breve distanza ed anch’esso demolito nella seconda metà dell’Ottocento. Durante i lavori di atterramento furono scoperti dei sarcofagi sul tipo di quelli ravennati del V o VI secolo d.C. Di essi, uno si è salvato dalla distruzione per merito di Agostino Falconi ed oggi si trova esposto assieme ad altro materiale, nel Museo Archeologico del Castello S. Giorgio.[31]
- Chiesa di San Martino Vecchio, nel territorio di Biassa.
- Cappella della Madonna dei Castagni (il cui titolo originario era Sant'Antonio) era edificata sul promontorio che separa Marola da Cadimare, a breve distanza dalla Torre di San Gerolamo; come ci ricorda il Falconi, aveva un intonaco di colore rosso e vi era custodita un'immagine della Madonna con Bambino dipinta su una lastra di ardesia. Con l’elevazione a parrocchia della chiesa di Cadimare, l’immagine vi fu trasportata dove assunse il titolo di Nostra Signora del Pianto a seguito di un fatto straordinario che vide piangere quella sacra effigie, colpita da una pietra lanciata da un rinnegato. La cappella fu demolita assieme alla torre negli anni '60 del XIX secolo.[31]

## Altri luoghi di culto
- Chiesa evangelica battista.
- Chiesa evangelica metodista.